# Dresden-Süd

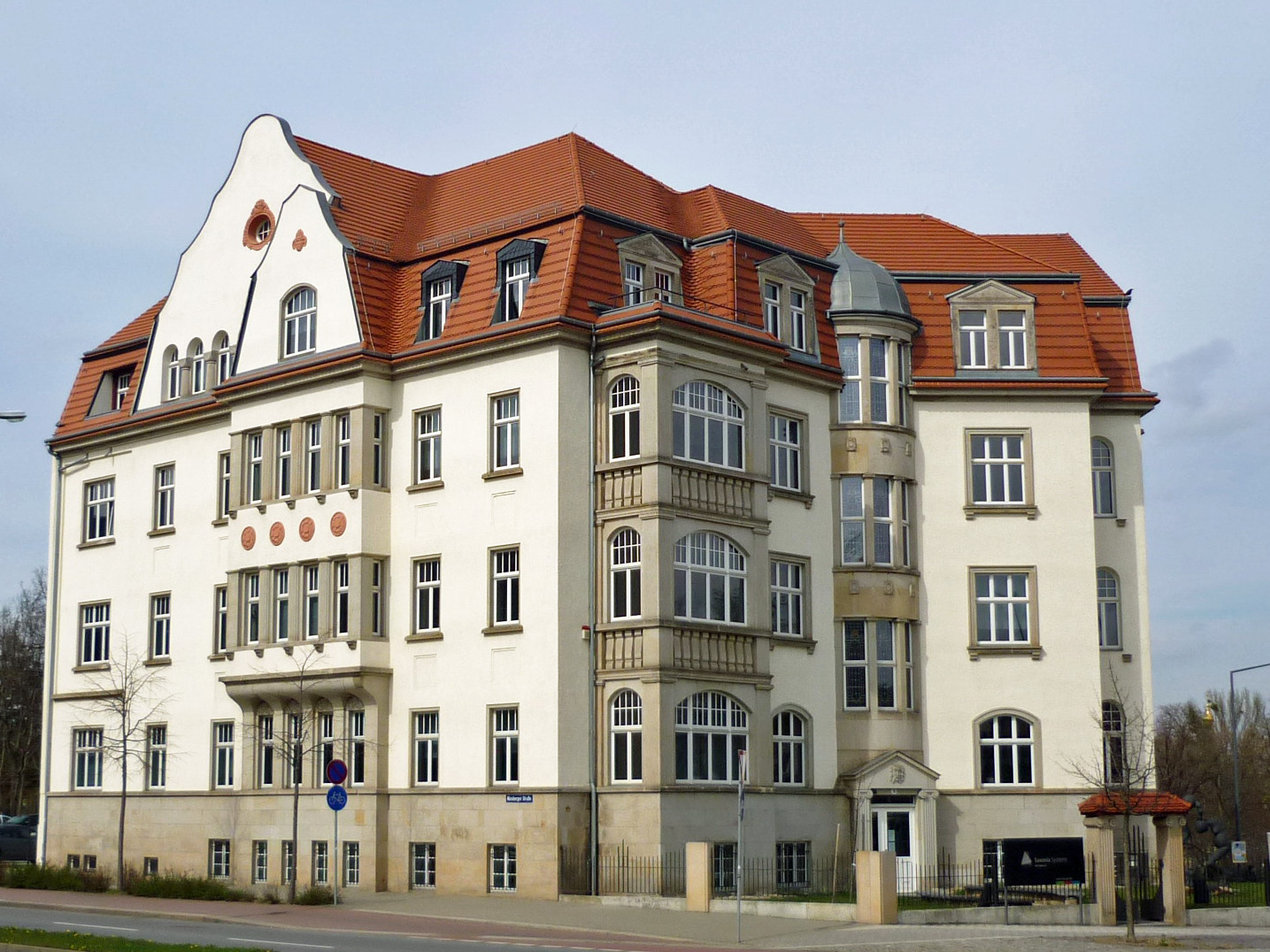
Im denkmalgeschützten, 1910 errichteten Gebäude Fritz-Foerster-Platz 2 in der Südvorstadt hatten Rat und Verwaltung des Stadtbezirks Dresden-Süd ihren Sitz.

Dresden-Süd war von 1957 bis 1991 ein linkselbischer Stadtbezirk von Dresden, der weite Teile des südlichen Stadtgebiets umfasste. Sitz des Rates des Stadtbezirks war das Gebäude Fritz-Foerster-Platz 2. An der Spitze der Stadtbezirksverwaltung stand ein Stadtbezirksbürgermeister.

## Lage
Die westliche Grenze hin zum Stadtbezirk Dresden-West verlief ab der Stadtgrenze zu Freital größtenteils entlang der Bahnstrecke Dresden–Werdau durch den Plauenschen Grund und weiter bis etwa zur Brücke Budapester Straße. Lediglich der östlich der Strecke gelegene Felsenkeller gehörte nicht zu Dresden-Süd. Ab der Brücke Budapester Straße folgte die Stadtbezirksgrenze der Bahnstrecke Děčín–Dresden-Neustadt bis in Höhe Langer Weg. Bis in Höhe Basteiplatz grenzte dabei im Norden der Stadtbezirk Dresden-Mitte an, ab dort bis zur südlichen Stadtgrenze war der Stadtbezirk Dresden-Ost benachbart. Diese Grenzlinie folgte zunächst dem Langen Weg bis zur Dohnaer Straße. Ab dort stimmte sie weitgehend mit der Nordgrenze des heutigen statistischen Stadtteils Lockwitz überein, nur im Bereich Siebenbürgener Straße verlief die Grenze etwas weiter nördlich. Am Hauptumspannwerk Dresden-Süd traf sie in Höhe Heidenauer Straße auf die damalige südliche Stadtgrenze, der sie bis zum Ausgangspunkt dieser Beschreibung im Plauenschen Grund folgte. Die damalige südliche Grenze Dresdens unterscheidet sich von der heutigen nur dadurch, dass sie das erst 1999 eingemeindete Kauscha nicht mit einschloss.
Folglich umfasste der Stadtbezirk Dresden-Süd den gesamten heutigen Stadtbezirk Plauen mit Ausnahme kleiner Gebiete im Plauenschen Grund sowie den Stadtbezirk Prohlis außer Kauscha und Niedersedlitz.

## Geschichte
Am 14. Mai 1957 beschlossen die Dresdner Stadtverordneten, die Zahl der Stadtbezirke von neun auf fünf zu reduzieren. Der Stadtbezirk Dresden-Süd entstand daraufhin im Juni 1957 durch Zusammenschluss von Teilen kleinerer, erst 1950 gebildeter Stadtbezirke. Komplett floss damals der alte Stadtbezirk V in Dresden-Süd ein. Er entsprach ziemlich genau dem heutigen Stadtbezirk Plauen, umfasste also neben Plauen selbst auch die Stadtteile Südvorstadt, Räcknitz, Zschertnitz, Coschütz, Gittersee, Kaitz, Kleinpestitz und Gostritz sowie den westlichen Teil von Mockritz. Hinzu kam der größte Teil des Stadtbezirkes IV, und zwar der Ostteil von Mockritz, Strehlen, Leubnitz-Neuostra, Reick, Prohlis, Torna und Nickern. Lediglich der Süden Grunas sowie Seidnitz und Dobritz aus dem alten Stadtbezirk IV blieben außen vor, weil sie Dresden-Ost zugeordnet wurden. An Dresden-Süd angegliedert wurden außerdem Lockwitz sowie Klein- und Großluga aus dem alten Stadtbezirk III. Zur Zeit seiner Gründung hatte der Stadtbezirk Dresden-Süd rund 76.000 Einwohner.
Aus den fünf Dresdner Stadtbezirken wurden 1991 zehn kleinere Einheiten gebildet, die den Einwohnern die Identifikation erleichtern und für mehr Bürgernähe sorgen sollten. Die Bezeichnung Stadtbezirk ersetzte man durch Ortsamtsbereich, um sich von der Nomenklatur der DDR abzugrenzen. Seit September 2018 heißt es wieder Stadtbezirk. Der östliche Teil des Stadtbezirks Süd ging komplett an den neuen Stadtbezirk Prohlis, der auch Niedersedlitz sowie später Kauscha mit einschloss. Im Westen des Stadtbezirks Süd bildete sich zunächst der Stadtbezirk Südvorstadt heraus. Dies lag daran, dass die Verwaltung zunächst nach wie vor am Fritz-Foerster-Platz ihren Sitz hatte. Das dortige ehemalige Verwaltungsgebäude steht in der Gemarkung Altstadt II und gehört damit zur Südvorstadt, nach der der neugebildete Stadtbezirk folglich benannt wurde. Erst mit dem Umzug ins sanierte Rathaus Plauen wurde die Verwaltungseinheit 1996 in Ortsamtsbereich Plauen (seit 2018: Stadtbezirk Plauen) umbenannt.

## Kreisgericht Dresden-Süd
Für jeden der fünf Dresdner Stadtbezirke sowie den Kreis Dresden-Land war ein Kreisgericht als Eingangsinstanz der ordentlichen Gerichtsbarkeit zuständig. Ihnen war das Bezirksgericht Dresden übergeordnet.
Das Kreisgericht Dresden-Süd bestand bis zum 30. Juni 1990, danach übernahm das Kreisgericht Dresden-Mitte als nunmehriges Kreisgericht Dresden die Zuständigkeit für alle fünf Stadtbezirke sowie den Landkreis und übergab diese am 31. Dezember 1992 an das Amtsgericht Dresden.